# Діон Сиракузький
Діо́н Сираку́зький (*408 — †354 роки до н. е.) — тиран Сиракуз з 357 до 354 року до н. е.
Був швагром Діонісія Старшого, який був одружений з сестрою Діона — Аристомахою, а сам Діон з донькою Діонісія Старшого — Аретою.
Діон користувався довірою у Діонісія Старшого, тому той під час свого правління надавав йому багато важливих завдань. Водночас Діон був другом Платона. Після смерті Діонісія Старшого та початком правління його сина Діонісія Молодшого Діон намагався вплинути на нового правителя з тим, щоби той провів реформи у дусі ідей Платона стосовно побудови державного ладу.
Всі ці намагання (навіть приїзд Платона) ні до чого не привели. Поступово Діонісій Молодший втратив довіру до Діона, і його відсторонили від усіх політичних важелів. Незабаром Діон навіть вимушений був тікати до Коринфу (358 рік до н. е.).
Але у наступному році ситуація суттєво змінилася. Сиракузька держава почала хитатися, а влада Діонісія Молодшого слабнути. В серпні 357 року до н. е. із загоном у 600 вояків Діон висадився на західному узбережжі Сицилії й за допомогою карфагенського гарнізону у місті Міноя почав наступ на Сиракузи. Протягом 357—355 років тривала боротьба між Діоном і загонами Діонісія Молодшого та його сина Аполлократа.
Володарювання Діона тривало недовго. Дуже швидко він розчарував усіх. Його реформи не мали практичного підґрунтя й були лише абстрактною теорією. З часом Діон для демоса став таким же тираном, як і Діонісій Старший та Молодший.
У 354 році до н. е. афіняниин Калліпп залучивши на свій бік найманців Діона, наказав убити останнього.